# Джон Ф. Мак-Артур
Джон Фуллертон Мак-Артур (народився 19 червня, 1939) — американський пастор і письменник, відомий передусім за християнською радіопрограмою «Благодать вам». Він є пастором-вчителем Грейс Кам'юніті Чарч в Сан-Валлі, Каліфорнія з 9 лютого 1969 року. Також він є діючим президентом Університету Мастерс в Ньюхолі, Каліфорнія і Семінарії Мастерс в Лос-Анджелесі.
Мак-Артур вважається кальвіністом і палким прихильником експозиційної проповіді. Християнський журнал Christian Today визнав його одним з найвпливовіших проповідників сучасності і він також був частим гостем на програмі Ларрі Кінга як представник позиції євангельських християн.
Мак-Артур написав або відредагував понад 150 книг, перш за все McArthur Study Bible (Навчальна Біблія Мак-Артура), тираж якої становив понад один мільйон копій і яка нагороджена Золотою Медаллю Книжної Премії. Інші його бестселери також включають Коментарі Мак-Артура на Новий Заповіт (продано понад один мільйон копій), Дванадцять звичайних чоловіків (більше, ніж 500000 копій), і дитячу книгу"Віра, щоб рости", яка завоювала Християнську Книжну Нагороду ECPA.

## Біографія
Син Джека Мак-Артура (народився в Калгарі, Альберта) і Айріне Аокендоф і брат в п‘ятому поколінні американського генерала Дугласа Макартура, Джон відвідував університет Боба Джонса перед переходом до Тихоокеанського коледжу в Лос-Анджелесі (зараз Тихоокеанський університет Азузи). В 1963 році він став магістром теології в Талботській школі богослов'я Університету Байоли в Ла-Міраді, Каліфорнія, закінчивши з відзнакою. 
З 1964 до 1966 року служив помічником пастора в Біблійній Церкві «Голгофа» в Бербанк, Каліфорнія, і з 1966 до 1969 представником факультету Талботської богословської школи. У 1969 році він став третім пастором в позаконфесійній Грейс Кам'юніті Чарч міста Сан-Валлі в Каліфорнії.
Його радіопрограма «Благодать вам», яка зараз транслюється в багатьох місцях земної кулі, починалась як служіння для забезпечення касетами з його проповідями слухачів, і тоді почалась транслюватись в Балтіморі, Меріленді, починаючи з 1977 році.
В 1985 році Мак-Артур став президентом The Master's University (колишній Баптистський коледж в Лос Анджелесі), акредитованого чотирирічного християнського коледжу гуманітарних наук, а в 1986 році він заснував The Master's Seminary. Мак-Артур також отримав почесні докторські ступені в Талботській богословській школі (Доктор богослів'я,1977) і в аспірантурі Грейс (1976).
Майже через 43 роки після початку за кафедрою Грейс Кам'юніті Чарч, Мак-Артур досягнув однієї з своїх життєвих цілей — проповідування по всьому Новому Заповіту 5 червня 2011 року, в кінці його запланованої цілі, заявив в попередньому січні завершити «десь влітку». В 2015 було завершено «Тлумачення книг Нового заповіту». МакАртур одружений зі своєю дружиною Патрицією і у них четверо дітей і п'ятнадцять внуків.

## Богословські погляди

### Молодоземельний креаціонізм
Макартур захищає молодоземельний креаціонізм у своїй книзі «Битва за початок» (2001) і в своїх проповідях. Говорячи про теорію еволюції він пише, що християни «повинні викривати такі обмани і рішуче їм протистояти». Він стверджує, що «битва за початок є зрештою битвою між двома взаємовиключаючими поглядами — вірою в Писання на противагу вірі в атеїстичну гіпотезу. Насправді, це не битва між наукою і Біблією.

### Есхатологія
МакАртур є премілленніалістом і претрибуляціоністом стосовно дати Підхоплення і інших подій останнього часу, стверджуючи: „Я прихильник думки, що Ісус прийде встановити буквальне земне царство і що Він прийде за сім років перед царством, Він прийде перед скорботою“. Однак, він намагається дистанціювати себе від, таких як служитель Тім ЛаХей і романіст Жерро Б. Дженкінса і автор трилеру „Залишені“. Макартур зауважив під час проповіді: »… дехто там скаже: «О, цей чолов'яга в трилері „Залишені“. Ні — я не прихильник фантастики про Підхоплення і не прихильник дурнуватих діаграм». Ви ж не бачите, що я тут стою з великою таблицею і указкою. І я не підтримую газетну екзегетику, де… все, що стається в новинах виконує якесь приховане старозаповітнє пророцтво… Я відкидаю безглуздий світ газетної екзегетики і есхатологію мультфільмів і божевільні тлумачення, як-от, що сарана в Об'явленні 9 це гелікоптери…".

### Закон і Заповіт
МакАртур описує себе як «дірявого диспенсаціоналіста». В той час як він притримується премілленіалізму і претрибуляційного Підхоплення Церкви і буквального виконання всіх обіцянок заповіту, зроблених юдеям, він відкидає деякі класичні диспенсаціоналістські ідеї, як-от те, що Закон не має практичного застосування для Церкви. Мак-Артур заявив: «Я не є прихильником того, що традиційно відомо як диспенсаціоналізм, сім диспенсацій, два царства, два Нових Заповіти, два шляхи спасіння, розрив послідовності між Старим Заповітом і Новим».

### Сотеріологія
Макартур був ключовою персоною в дискусії «Господнього спасіння» В 1980-х роках, виступачи проти теології вільної благодаті. Він заявляє: "Ви повинні прийняти Ісуса Христа таким, Яким Він є — і Господом, і Спасителем, щоб бути істинно спасенним(2 Петра 2:20). Стосовно вічної охорони, він заявляє: "Це ніколи не можна представляти просто як питання «спасенного одного разу — завжди спасенного» — неважливо що ви робите чи в що вірите. Автор тексту Євреїв 12:14 щиро заявляє, що лише ті, хто продовжують жити святим життям увійдуть в Божу присутність. Погляди Макартура підняли дискусії всередині американського євангельського християнства і були заперечені в пресі теологами «негосподнього диспенсаціоналізму» Чарльзом Райрі і Зейном Ходжес, які стверджували, що Мак-Артур навчав одному з видів спасіння по ділах. Мак-Артур відкинув звинувачення, як свідчать записи на двох стрічках зроблені в 1989 році, коли його попросили пояснити це.
В грудні 1989 Біблійна Трансляційна Мережа припинила транслювати програму Мак-Артура «Благодать вам». Пояснюючи цей крок президент БТМ Ловелл Дейві послався на вчення Мак-Артура про кров Христа і «Господнє спасіння». Дейві назвав це вчення «плутаниною». В листі, датованому 15 січням 1990 року, Дейві назвав це «… перехід доктора МакАртура до богословської позиції, якої ми не можемо підтримувати» і сказав, що "серії проповідей МакАртура по теології вибрання «… переконали нас, що напрям „Благодаті вам“ був в напрямку Гіпер-Кальвінізму….» МакАртур проповідує спасіння по вибранню Божої суверенності. Однак, термін «Гіпер-Кальвінізм» деким використовується, щоб вказати на 5 пунктів Кальвінізму чи будь-який наполегливий захист Кальвінізму, а не історичну позицію «Гіпер-Кальвінізму», що лише «вибраним» може бути запропонована «Євангелія»(порівняно з історичним вченням всіх протестантських деномінацій, включаючи Макартура, вільною пропозицією Євангелії). Ця позиція, здається, не точно відображена МакАртуром в його проповідях. Суперечка про дієвість крові Христа походить від заяви МакАртура, що це не буквальна рідинна кров рятує, але Його жертовна смерть на хресті, точка зору, яку він висловив у статті під заголовком «Не проливання Його крові, але Його смерть», опублікована в травневому випуску 1976 року газети «Благодать вам» поширюваної в його церкві. Хоча сам Мак-Артур пізніше роз'яснив ту заяву, що була зроблена ним в статті, відзначаючи свою позицію стосовно Христової крові і смерті у викупленні, згадуючи, що дієвість Христової крові — це не якась особлива фізична властивість самої крові, але факт пролиття Його крові в смерті, і Його підтвердження, що кров Христа в смерті була необхідна, щоб задовольнити святу Божу вимогу для викуплення.

### Христологія
В 1983 році Мак-Артур вперше опублікував свою точку зору про доктрину «втіленого синівства». В 1989, зазнавши деякої критики, він захистив свої погляди на пленарній сесії на щорічному з'їзді Незалежних Фундаментальних Церков Америки. В статті на сайті Мак-Артура «Благодать вам» під заголовком «Перегляд Вічного Синівства Христа», він повертається до своїх поглядів з 1983 року, роблячи висновок: «Я хочу публічно заявити, що я відкинув доктрину „втіленого синівства. Уважне вивчення і роздуми привели мене до розуміння, що Писання таки представляє відносини між Богом-Отцем і Христом-Сином як вічні відносини Отця і Сина. Я більше не розглядаю синівство Христа як роль, яку Він мав в Своєму втіленні“.

### Цессаціоалізм
Мак-Артур є цессаціоналістом і одним з найвиразніших голосів в церкві проти континуалістських переконань в п'ятидесятництві і харизматичному русі. Він написав три книги на підтримку своєї позиції: Харизматики(1978), Харизматичний хаос(1993) і Чужий вогонь: Небезпека засмутити Святий Дух фальшивим поклонінням(2013). В жовтні 2013 року він прийняв конференцію „Чужий вогонь“ в своїй церкві, щоб відзначити публікацію його книги під однойменною назвою. Подію відвідали велика кількість промовців, які захищали цесаціоналістську теологію і сильно критикували Харизматичний рух. У своєму вступному слові МакАртур заявив: „Спостерігаю за поведінкою деяких індусів, які належать до культу Кундаліні. Рухи їхнього тіла майже ідентичні до рухів тих людей, що знаходяться в харизматичному русі, крайня поганська поведінка. Це робота сатани, це робота темряви, це не відноситься до роботи Святого Духа“. І також: „Харизматичний рух як такий не зробив якогось внеску в біблійну ясність, роз'яснення чи здорову доктрину… Він відволікає і заплутує“. Він лише породив перекоси, плутанину і помилки». «Чи багато людей спаслися в харизматичних церквах? Так. Але жодною причиною їхнього спасіння не було те, що походило з цього руху». «Євангелизм розкинув свої руки широко і прийняв Троянського коня харизматичного руху в місто Бога. Його солдати перевезли і поставили ідол в місті Бога».
Він широко називає сучасні «видіння, відкриття, голоси з неба… мрії, говоріння на мовах, пророцтва, переживання поза тілом, подорожі на небеса, помазання, чудеса — все неправдою, все брехня, все шахрайство, неправдою, приписаною Святому Духові». І також: «Харизматичний рух вкрав Святий Дух і створив золотого тельця, і вони танцюють навколо золотого тельця, начебто це Святий Дух». Він зробив список Дарів Духа, переважно з 1Кор 12:14, але притримується думки, що «як тільки Новий Заповіт сформувався, ці дари припинили функціонувати», і припинились з завершенням апостольської ери, приблизно в 100 році н. е.
У підсумковому посланні "Що сталося після конференції «Чужий вогонь»(2013), Мак-Артур допустив, що звичайно в харизматичному русі є ті, які вірять в авторитет Писання, шанують Бога і намагаються жити побожно, і що рух отримав достатньо євангельської правди, щоб ті душі, які до нього належать могли отримати спасіння. Проте він побачив його міжконфесійну присутність як «свідчення відсутності будь-якої теології», і сказав, що «теологія харизматів є одночасно іновірна і єретична… все пізнається через досвід… і тому має слабеньке розуміння Писання, що є харизматичним рухом». Він надалі критикує сучасний харизматичний рух, заявляючи, що «в 1967 купка примхливих людей Ісуса з пляжів південної Каліфорнії йдуть на Калварі Чейпел..і на перший погляд церква, історію якої я добре знаю, ця церква дозволяє дуже яскраво вираженій субкультурі визначати, якою вона має бути. Харизматичний рух зручно прилаштувався в Римокатолицькій церкві, призвичаївся до мертвого деномінаціоналізму… Я думаю, що це мертва форма християнства».
Однак в минулому в 1991 році Мак-Артур прокоментував Чака Сміта(1927—2013) — засновника руху Калварі Чейпел за написання «прямолінійної критики харизматичного екстремізму» і заявив, що «є багато подібних йому, які виступили з твердою позицією і я дякую Богові за їх сміливість і бажання бути біблійними». У відповідь на конференцію «Чужий вогонь» Калварі Чейпел висловили принципову незгоду з МакАртуровим розумінням духовних дарів в Божих людей сьогодні, але підтверджує «харизма, а не харизматія» і коментує книгу Чака Сміта «Харизма проти харизматії» як одну з найкоротших і найпопулярніших праць з цієї теми.
У відповідь на книгу і конференцію «Чужий вогонь» було написано 3 книги, захищаючи континуалістську позицію: «Справжній вогонь: відповідь на „Чужий вогонь“ Джона Мак-Артура» Майкла Брауна; «Святий вогонь: збалансований біблійний погляд на роботу Святого Духа в нашому житті» Р. Т. Кендалла і «Важливий путівник по силі Святого Духа: Божі дивовижні дари в роботі» Ренді Кларка. Адресуючи конференції «Чужий вогонь» континуаліст-кальвініст Джон Пайпер погоджується, що в харизматичній церкві є багато зловживань, однак, додає він, що "нам потрібно уважно тримати в розумі, що кожне зловживання має своє дзеркальне відображення в нехаризматичних зловживаннях… В деяких з цих випадків нехаризматичні церкви більш винуваті, ніж харизматичні, "як-от за відсутність емоцій, які ймовірно більш смертельні, ніж «перегини».

### Комплементаріанізм
МакАртур протистоїть «шовіністським і феміністичним поглядам» комплементарним поглядом на гендерні ролі і вважає, що Біблія не дозволяє жінкам проповідувати чоловікам чи мати повноваження в церкві. Він вважає, що біблійні ролі старшин і пасторів є обмеженими до чоловіків біблійним уривком з 1 Тимофія 2:11-12.

### Психологія
МакАртур є захисником Напучувального Консультування, яке робить акцент на Біблії як самодостатньому інструменті для консультування людей з розумовими хворобами такими як депресія і неспокій. МакАртур не відкидає всіх форм психологічних теорій і технік, хоча розглядає дещо з психології і психіатрії як те, що суперечить Біблії.
Він стверджує, що «справжня психологія (тобто „наука про душу“) може вивчатись лише християнами, так як лише християни мають ресурси для розуміння і трансформування душі. Світська психологія ґрунтується на безбожних припущеннях і еволюційних основах і може допомагати людям лише поверхнево і лише тимчасово… Психологія не більше наука, ніж атеїстична еволюційна теорія, на якій вона ґрунтується. Подібно до теїстичної еволюції, християнська психологія є спробою гармонізувати дві в своїй суті протилежних системи переконань. Сучасна психологія і Біблія не можуть бути поєднані без значних компромісів чи відкидання принципу самодостатності Писання…»

### Інші християнські рухи і інші релігії
У своїх працях він не схвалює сучасного «відкритого до людей» християнського руху, так само як і служителів, які ведуть таким способом служіння в церкві, таких як Роберт Шуллер, Білл Гайбелс і Рік Воррен.
Він критикує популярне Слово Віри пастора Джоела Остіна, якого він назвав квазі-пантеїстом.
В травні 2002 року в центрі ЗМІ і публічної уваги, зосередженої на випадках сексуальних зловживань в Католицькій церкві, Мак-Артур направив надзвичайно критичне послання про цілу систему священства Католицької церкви. МакАртур посилався на католицизм як на «царство сатани» і тримається думки, що Папа с антихристом, але термін, який він використав, «застосовується до будь-кого, хто ставить себе проти чи на місце Христа».
Мак-Артур стверджує, що та людина, яка справді вірить всьому, що вчить Римо-Католицька церква не має спасаючої віри, бо шлях спасіння Римо-Католицької церкви — це діла, засновані на «перевернутій системі сатанинської брехні» під верховенством Папи.

## Заява про соціальну справедливість і Євангелію
В критиці тренду, популярного серед деяких відомих євангелістів, таких як Альберт Молер, який поєднує християнське Євангеліє з встановленням соціальної справедливості, Мак-Артур був першим, хто підписав "Заяву про соціальну справедливість і Євангелію або просто «Даллаську заяву». Про соціальне євангеліє Мак-Артур каже: «Протягом років я провів велику кількість полемічних протистоянь проти ідей небезпечних для Євангелії. Цей недавній (і на диво раптовий) обхід в питанні „соціальної справедливості“ є, на мою думку, найбільш непомітною і небезпечною загрозою на даний час».